# NGC 182
NGC 182 ist eine Balken-Spiralgalaxie vom Hubble-Typ SBa im Sternbild Fische auf der Ekliptik. Sie ist schätzungsweise 239 Millionen Lichtjahre von der Milchstraße entfernt und hat einen Durchmesser von etwa 190.000 Lichtjahren. Gemeinsam mit drei weiteren Galaxien bildet sie die NGC 198-Gruppe (LGG 9). 
Die Typ-IIb-Supernova SN 2004ex wurde hier beobachtet.
Im selben Himmelsareal befinden sich unter anderem die Galaxien NGC 194, NGC 198, NGC 200, IC 40.
Das Objekt wurde am 25. Dezember 1790 von dem deutsch-britischen Astronomen Wilhelm Herschel entdeckt.